# Dobry omen
Dobry omen (tyt. oryg. Good Omens) – powieść autorstwa Neila Gaimana i Terry’ego Pratchetta, wydana 10 maja 1990 roku. Polskie wydanie ukazało się za sprawą wydawnictwa CIA-Books-SVARO w 1992 roku w przekładzie Jacka Gałązki i Juliusza Witolda Garzteckiego.
Dobry omen to parodia słynnego cyklu filmów – Omen. Według Przistoynych i akuratnych profecyj Agnes Nutter – jedynej wiedźmy, która naprawdę wie coś o przyszłości, koniec świata ma nastąpić w najbliższą sobotę zaraz po kolacji. Zgodnie z biblijnymi opisami rozpocznie się wtedy wojna między siłami Nieba i Piekła, gwiazdy zaczną spadać z nieba, a woda zamarznie. I to właśnie jest główny kłopot Crowleya (agenta służb Piekła) i Azirafala (anioła o antykwarycznych zamiłowaniach) – gdyż im naprawdę podoba się na Ziemi. Ponad wszystko najważniejsze jest, by uśmiercić Antychrysta; kłopot w tym, że Antychryst ma dopiero jedenaście lat, kocha swego piekielnego psa i jest miłym chłopcem, z którego rodzice mogą być dumni...

## Ekranizacja
Producentem ekranizacji jest Neil Gaiman. Miniserial składa się z sześciu odcinków, a w jego obsadzie znajdują się między innymi Michael Sheen, David Tennant, Jon Hamm, Nick Offerman, Adria Arjona i Mireille Enos. 31 maja 2019 r. wszystkie sześć odcinków pojawiło się w serwisie Amazon Prime. 28 lipca 2023 miał premierę drugi sezon, a 14 grudnia 2023 roku Amazon Prime potwierdził powstanie kolejnego.